# Sympycnus munroi
Sympycnus munroi är en tvåvingeart som beskrevs av Charles Howard Curran 1925. Sympycnus munroi ingår i släktet Sympycnus och familjen styltflugor. Inga underarter finns listade i Catalogue of Life.